# Renault HI
Le Renault HI est un tracteur agricole français des années 1920.

## Conception

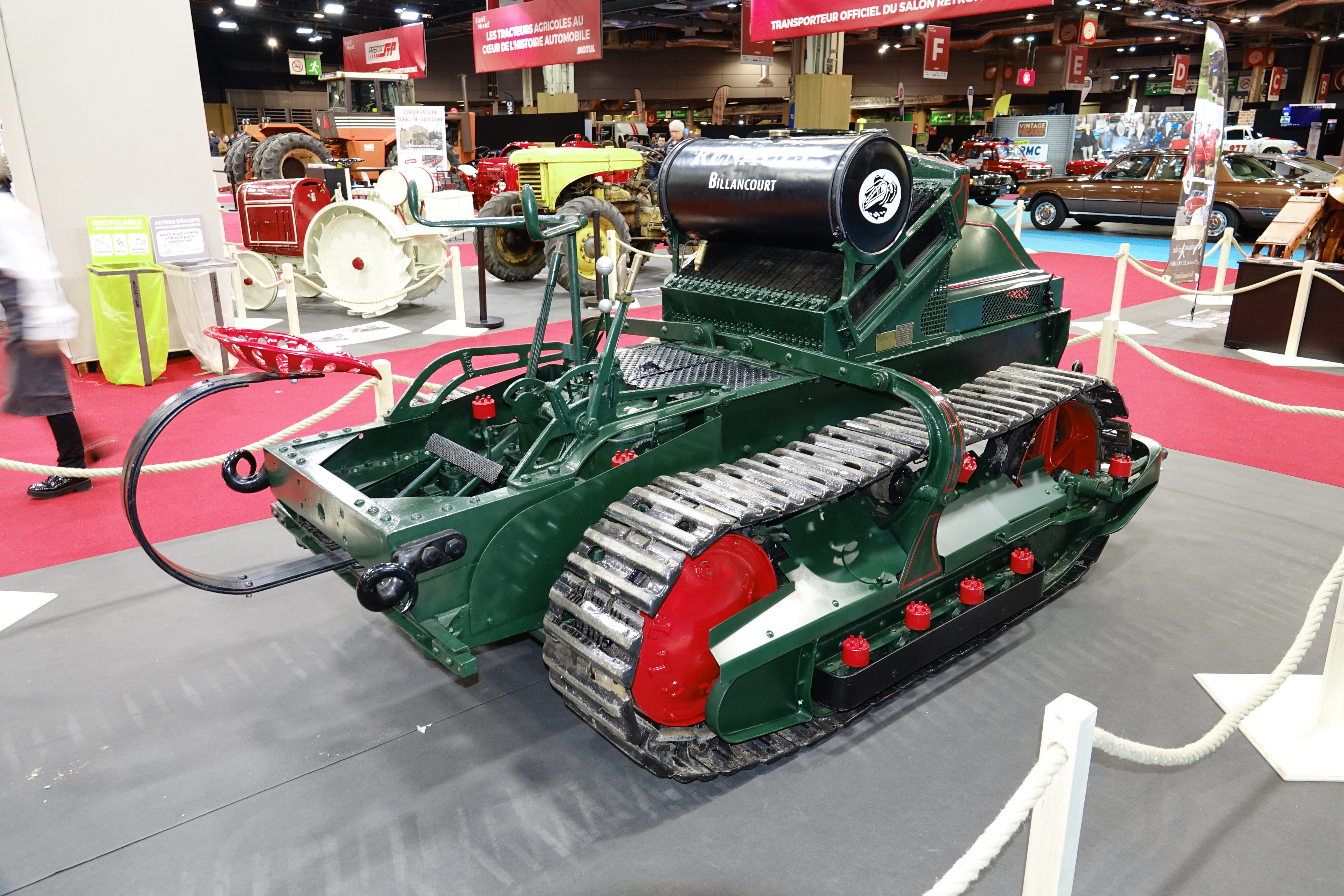
Un HI présenté à Rétromobile 2020.

Il dérive directement du Renault GP (de) sorti en 1919 mais est plus robuste.
Le radiateur est placé au centre du véhicule, derrière le moteur. Le moteur est un 4 cylindres 95 × 160 mm développant 35 ch (les versions plus tardives disposent d'un moteur amélioré). Le tracteur mesure 3,50 m de long, 1,90 m de large et 2,05 m de haut (avec un auvent) et pèse environ 3,6 t. Il dispose de trois vitesses avant (permettant d'atteindre environ 1,7, 2,9 et 4,9 km/h) et une vitesse arrière (1,3 km/h). À l'avant, le tracteur porte une poulie, afin de pouvoir actionner à l'arrêt des machines de ferme, par exemple une batteuse.
Le tracteur est produit de 1920 à 1928, en 610 exemplaires. Il est exporté jusqu'en Union soviétique, en Australie ou en Nouvelle-Zélande.

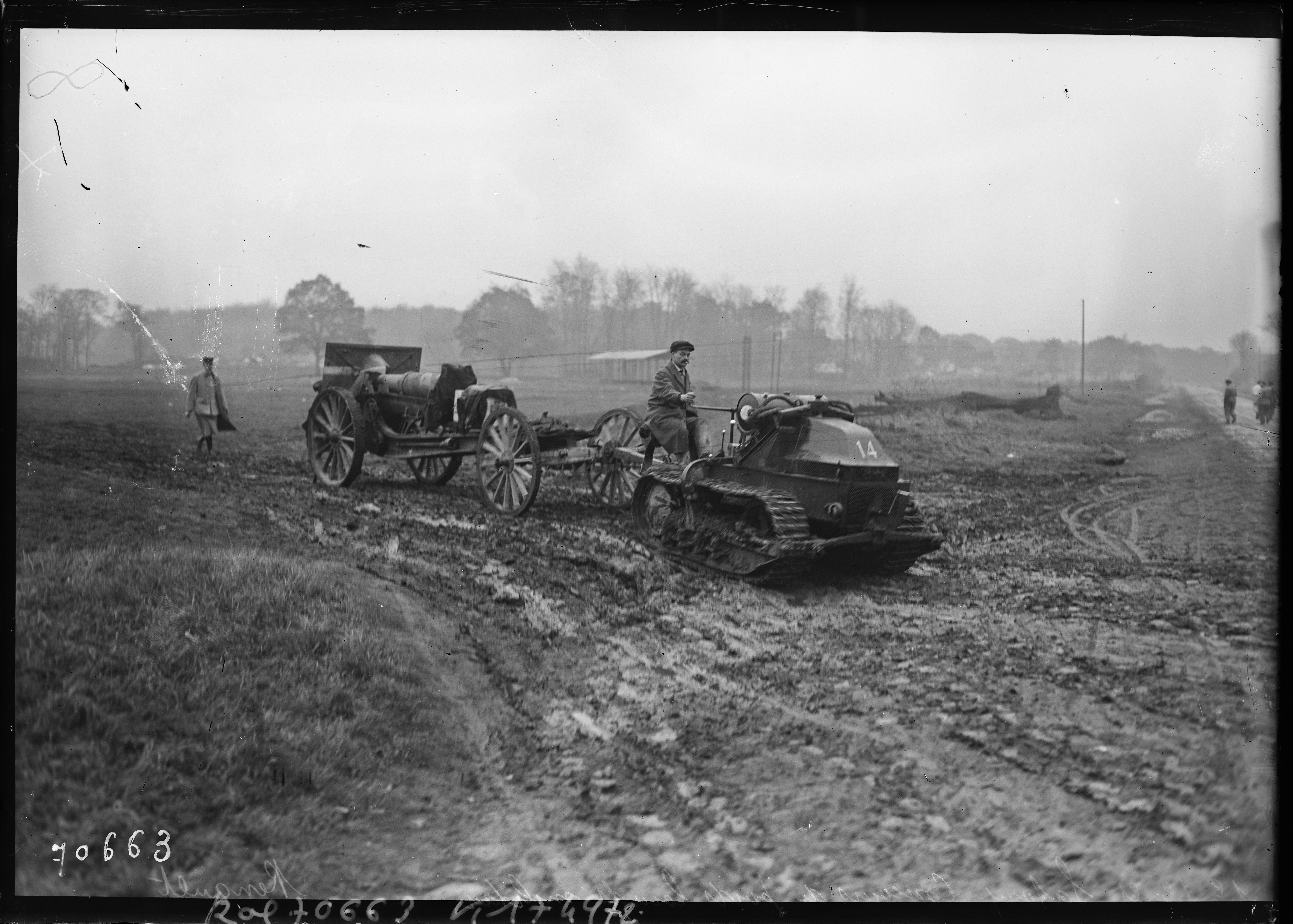
Essai de traction d'un canon de 155 C modèle 1917 Schneider par un Renault HI, à Satory le 12/12/1921.

Testé en 1921 par l'Armée française, le tracteur HI est adopté pour la mise en batterie des canons de l'artillerie lourde portée (105 L modèle 1913 et 155 C modèle 1917 Schneider). L'Armée compte avant tout sur la réquisition de tracteurs achetés par des civils mais d'autres sont directement commandés en 1922-1923. Les Renault HI sont toujours en service en 1939-1940 au début de la Seconde Guerre mondiale.